# Gruta de Ubajara
A gruta de Ubajara é uma caverna localizada no município brasileiro de Ubajara, Ceará. Fica dentro do Parque Nacional de Ubajara e é formada por rochas calcárias. O acesso à gruta é feito somente através da trilha dos Cafundós, que só pode ser percorrida com guia credenciado e a pé, em meio a mata da serra da Ibiapaba, a trilha tem o total de 12km de distância, ida e volta, sendo 500m de passeio dentro da gruta, o percurso completo dura em média  7 horas. As saídas para a gruta ocorrem às 9 e 10h.